# Urussanga (ort)
Urussanga är en ort i Brasilien.   Den ligger i kommunen Urussanga och delstaten Santa Catarina, i den södra delen av landet, 1 400 km söder om huvudstaden Brasília. Urussanga ligger 49 meter över havet och antalet invånare är 10 669.
Terrängen runt Urussanga är kuperad åt nordväst, men åt sydost är den platt. Urussanga ligger nere i en dal. Runt Urussanga är det ganska glesbefolkat, med 31 invånare per kvadratkilometer.. Närmaste större samhälle är Criciúma, 18,4 km söder om Urussanga.
I omgivningarna runt Urussanga växer i huvudsak städsegrön lövskog.